# Cornell MacNeil
Cornell MacNeil (Minneapolis, Minnesota, 24 de septiembre de 1922 - 15 de julio de 2011) fue un barítono estadounidense , uno de los máximos exponentes de su cuerda en las décadas de 1950 al 1980 y uno de los baluartes del Metropolitan Opera de Nueva York donde debutó en 1959 cantando más de 600 representaciones hasta 1987.
Ha sido un destacado intérprete del complejo Iago, de la ópera "Otello", de Giuseppe Verdi, basada en la homónima obra del escritor inglés William Shakespeare, con libreto de Arrigo Boito.
Entre los personajes que ha interpretado pueden contarse: Scarpia (Tosca, Puccini), Iago (Otello, Verdi), Rigoletto (Idem, Verdi),  Nabucco, Renato, el Conde de Luna, Germont (La Traviata, Verdi), padre de Alfredo, cuya aria del segundo acto (Di provenza) es una de las más populares dentro del registro del barítono.
Protagonizó once retransmisiones televisivas en directo desde el Met - destacándose en Otello junto a Jon Vickers y Renata Scotto en 1978 - y aparte del Met, cantó en la Wiener Staatsoper, Covent Garden, La Scala, Opera de Paris, Florencia, Parma, Roma y el Teatro Colón de Buenos Aires donde cantó en doce temporadas entre 1960 y 1972 abordando Rigoletto, Simon Boccanegra, Nabucco, Tonio, Amonasro, Miller, Renato, Barnaba, Scarpia, Don Carlos (Ernani), el Conde de Luna y Michele de Il Tabarro.
Retirado en 1987, Macneil integra la lista de notables barítonos verdianos americanos junto a Leonard Warren, Lawrence Tibbett, Robert Merrill y Sherrill Milnes.

## Discografía
- Menotti: The Consul (Neway, Powers; Engel, 1950) Decca Records
- Verdi: La traviata: excerpts (Kirsten, Hayward; Cellini, 1958) [live] VAI
- Puccini: La fanciulla del West (Tebaldi, del Monaco, Tozzi; Capuana, 1958) Decca Records
- Verdi: Aïda (Tebaldi, Simionato, Bergonzi; Karajan, 1959) Decca Records
- Leoncavallo: Pagliacci (Tucci, del Monaco; Molinari-Pradelli, 1959) Decca Records
- Mascagni: Cavalleria rusticana (Simionato, del Monaco; Serafin, 1960) Decca Records
- Verdi: Un ballo in maschera (Nilsson, Simionato, Bergonzi; Solti, 1960-1) Decca Records
- Verdi: Rigoletto (Sutherland, Cioni, Siepi; Sanzogno, 1961) Decca Records
- Verdi: Luisa Miller (Moffo, Verrett, Bergonzi, Tozzi, Flagello; Cleva, 1965) RCA
- Verdi: Rigoletto (Grist, Gedda; Molinari-Pradelli, 1967) EMI
- Leoncavallo: Pagliacci (Carlyle, Vickers; Bartoletti, 1968) [live] VAI
- Verdi: La traviata (Stratas, Domingo; Levine, 1982) Elektra

## Videografía
- Verdi: Rigoletto (Cotrubas, Domingo, Díaz; Levine, Dexter, 1977) [live]
- Verdi: Otello (Scotto, Vickers; Levine, Zeffirelli/Melano, 1978) [live]
- Puccini: Tosca (Verrett, Pavarotti, Tajo; Conlon, Gobbi, 1978) [live]
- Weill: Aufstieg und Fall der Stadt Mahagonny (Stratas, Varnay, Cassilly, Plishka; Levine, Dexter, 1979) [live]
- Puccini: Il tabarro (Scotto; Levine, Melano, 1981) [live]
- Verdi: La Traviata (Stratas, Domingo; Levine, Zeffirelli, 1982)
- Zandonai: Francesca da Rimini (Scotto, Domingo; Levine, Faggioni, 1984) [live]
- Puccini: Tosca (Behrens, Domingo; Sinopoli, Zeffirelli, 1985) [live]